# Vibe (Zhané-dal)
A Vibe című dal az amerikai R&B duó Zhané debütáló Pronounced Jah-Nay című stúdióalbumáról kimásolt 4. kislemez. A dal zenei alapjai George Benson 1980-as Love X Love című dalából valók.

## Megjelenések
12"  Egyesült Királyság Motown – TMGX1430, Motown – 860 223-1
- A1	Vibe (Maurice's Clubvibe Mix) 6:33 Remix, Producer [Additional] – Maurice Joshua
- A2	Vibe (UBQ's Vibeunder Mix) 6:37 Remix, Producer [Additional] – UBQ Project
- B1	Vibe (Georgie's Feelthevibe Mix) 5:41 Remix, Producer [Additional] – Georgie Porgie
- B2	Vibe (Original Album Version) 3:30

## Slágerlista
| Slágerlista (1994)                      | Legjobb helyezés |
| --------------------------------------- | ---------------- |
| U.S. Hot Dance Music/Maxi-Singles Sales | 14               |
| U.S. Hot R&B/Hip-Hop Singles & Tracks   | 33               |

## Közreműködő előadók
- Produkciós vezetők – Kay Gee, Steve McKeever, Zhané
- Zene – Naughty by Nature, Renée Neufville, Rod Temperton
- Produkció – Naughty by Nature
- Írta – Renée Neufville